# امامزاده خورق
امامزاده خورق روستایی از توابع بخش مرکزی شهرستان ساوه در استان مرکزی ایران است 

## جمعیت
آستان مقدس این امامزاده متبرکه در روستای قیطریه واقع در دهستان شاهسون‌کندی، در بخش مرکزی ساوه قرار دارد و براساس سرشماری مرکز آمار ایران در سال ۱۳۹۵، جمعیت آن ۳۳ نفر (۱۳خانوار) بوده‌است.